# Tritoniopsis caledonensis
Tritoniopsis caledonensis là một loài thực vật có hoa trong họ Diên vĩ. Loài này được (R.C.Foster) G.J.Lewis miêu tả khoa học đầu tiên năm 1959.